# Asignatura pendiente
Asignatura pendiente es una película española de drama romántico dirigida por el español José Luis Garci y estrenada en 1977. Protagonizada por José Sacristán y Fiorella Faltoyano, la cinta se inscribe en el contexto de laTransición española y aborda temas como el desencanto político, la nostalgia generacional y las relaciones sentimentales marcadas por los cambios sociales. Fue un éxito notable de taquilla en su época y es considerada una de las obras significativas  del cine español de los años setenta por su retrato íntimo de la sociedad posfranquista.

## Argumento
José y Elena fueron pareja durante su juventud, pero la estricta moral de la sociedad franquista impidió que llegaran a consumar su relación. Años después, ya casados con otras personas, se reencuentran de forma casual en el contexto de los profundos cambios sociales y políticos de la España de la transición.
El reencuentro aviva en ambos los sentimientos del pasado, lo que les lleva a iniciar una relación extramatrimonial marcada por la nostalgia, la insatisfacción vital y el deseo de recuperar lo no vivido. La historia gira en torno a esa "asignatura pendiente" que nunca llegaron a resolver en su juventud, en un contexto de libertad recién conquistada y contradicciones personales.

## Producción

### Desarrollo y financiación
Asignatura pendiente marcó el debut como director de largometrajes de José Luis Garci. Tras colaborar como guionista en diversos proyectos durante los años setenta, Garci escribió el guion de esta película junto a José María González-Sinde. Inicialmente, el proyecto no logró captar el interés de las productoras establecidas. Finalmente, el productor José Luis Tafur  decidió respaldar la iniciativa, adoptando un modelo de producción cooperativa en el que tanto el equipo técnico como los actores aceptaron diferir sus honorarios a cambio de una participación en los beneficios futuros.

### Rodaje y equipo técnico
El rodaje se llevó a cabo en diversas localizaciones de la Comunidad de Madrid, incluyendo zonas urbanas de la capital y el municipio de Miraflores de la Sierra. La dirección de fotografía estuvo a cargo de Manuel Rojas, mientras que el montaje fue realizado por Miguel González-Sinde. La producción fue gestionada por la empresa José Luis Tafur P.C y la distribución corrió a cargo de Video Mercury Films y Arte 7 Distribución Cinematográfica S.A.

### Estilo y contexto cinematográfico
La película se inscribe dentro del contexto de la Transición española, reflejandolas tensiones y cambios sociales de la época. Garci adoptó un estilo narrativo influenciado por el cine clásico estadounidense, caracterizado por una puesta en escena sobria y un enfoque en los diálogos y las relaciones personales. Esta aproximación buscaba ofrecer una visión íntima de los dilemas morales y emocionales de los personajes en un momento de transformación política y social.

## Localizaciones de rodaje
Asignatura pendiente se rodó íntegramente en la Comunidad de Madrid, combinando escenarios urbanos y rurales que reflejan la vida cotidiana de la capital en los años setenta. Diversas escenas se filmaron en el centro de Madrid, en calles, oficinas y viviendas que aportan realismo al relato íntimo de los protagonistas. También se utilizaron localizaciones en el municipio serrano de Miraflores de la Sierra, cuyo entorno natural contrasta con la tensión emocional de los personajes y aporta un respiro visual a la narración. La elección de estos espacios responde tanto a motivos narrativos como presupuestarios, y está en línea con la tradición del cine español de la época, que buscaba un equilibrio entre lo simbólico y lo verosímil.

## Reparto
La película cuenta con un repato coral encabezado por José Sacristán y Fiorella Faltoyano, quienes interpretan a los protagonistas.
El elenco combina intérpretes consagrados con actores secundarios que representan diversos estratos sociales y familiares de los protagonistas, en consonancia con el retrato generacional de la España de los años setenta.
| Actor/Actriz              | Personaje                    |
| ------------------------- | ---------------------------- |
| José Sacristán            | José                         |
| Fiorella Faltoyano        | Elena Gutiérrez del Castillo |
| Antonio Gamero            | Antonio Rebolledo 'Trotsky'  |
| Silvia Tortosa            | Ana                          |
| Héctor Alterio            | Rafa                         |
| Simón Andreu              | Paco                         |
| Covadonga Cadenas         | Pepa                         |
| María Casanova            | Pili                         |
| José Fernández            |                              |
| Pilar Lavanda             |                              |
| Carmen Luján              |                              |
| José María González Sinde | Niño                         |
| Berta Fraguas             | Niña                         |
| Micaela Fraguas           | Niña                         |